# ضمير حي
الضمير الحي أو يقظة الضمير أو الوعي (بالإنجليزية: Conscientiousness)‏، هي إحدى سمات الشخصية التي يتميز صاحبها بالحذر أو الاجتهاد. ينطوي معنى مصطلح الضمير الحي على الرغبة في إنجاز مهمة ما بإتقان، والوفاء بالالتزامات مع الآخرين. يتسم أصحاب الضمائر الحية بالكفاءة والتنظيم بدلًا من اللامبالاة والفوضوية. يميل هؤلاء الأشخاص لضبط النفس والتصرف بإخلاص والسعي نحو تحقيق الإنجازات؛ إذ يُخططون لسلوكياتهم بدلًا من التصرف بعفوية، ويُمكن الاعتماد عليهم عامةً في إنجاز المهام. تتجلى خصالهم من خلال بعض سلوكياتهم المميزة مثل كونهم منظمين ومنهجيين، بالإضافة إلى اتسامهم بالحذر والإتقان والتدبر (الميل إلى التفكير مليًا قبل التصرف).
الضمير الحي هو واحد من السمات الخمسة المكونة لنموذج عناصر الشخصية الخمسة ونموذج هيكساكو للشخصية، بالإضافة إلى كونه أحد عناصر ما أطلق عليه تقليديًا بالشخصية الأخلاقية. يتسم أصحاب الضمائر الحية بكونهم مثابرين وجديرين بالثقة. ومن المرجح أن يكونوا امتثاليين أيضًا. في الحالات القصوى، يُمكن أن يكونوا مدمني عمل وكماليين وقهريين في سلوكهم. يتسم الأشخاص الذين يفتقرون إلى الضمير الحي باللامبالاة وأقل سعيًا نحو تحقيق الأهداف وأقل رغبة في تحقيق النجاح ويكونون أكثر عرضة للانخراط في سلوكيات إجرامية ومعادية للمجتمع.

## نماذج الشخصية
الضمير الحي هو واحد من الأبعاد الأساسية لنموذج عناصر الشخصية الخمسة، والذي يحتوي أيضًا على الانبساطية والعصبية والانفتاح والقبول. هناك اختباران للشخصية من بين عدة اختبارات يُمكنهما تقييم هذه السمات، وُضع الأول من قبل كوستا وماكري «استخبار الشخصية المنقح للعصابية والانبساطية والصفاوة» والثاني من قبل غولدبيرغ «تجميعة عناصر الشخصية الدولي للعصابية والانبساطية والصفاوة». وفقًا لهذين النموذجين، يُعتبر الضمير الحي بعدًا مستمرًا للشخصية، بدلًا من كونه طبعًا ملازمًا للشخص.
في إطار هذا النموذج، يحتوي الضمير الحي على ستة جوانب: الكفاءة والتنظيم والالتزام بالواجبات والنضال في سبيل الإنجاز وضبط الذات والتأني. تشير نماذج أخرى إلى زوج من الصفات مؤلف من جانبين: الترتيب والاجتهاد واللذان يحققان مستوى متوسطًا من التنظيم، إذ يرتبط الترتيب بالرغبة بإبقاء الأشياء مرتبة ومنظمة، في حين يرتبط الاجتهاد بالإنتاجية وأخلاقيات العمل.
يرتبط ضعف الضمير الحي سلوكيًا بعدم قدرة الشخص على تحفيز نفسه لتنفيذ المهام التي يرغب المرء بإتمامها.  ترتبط سمات الشخصية الأخرى (الانبساطية العالية والقبولية الضعيفة والانفتاحية العالية والعصابية العالية) بهذا السلوك المعقد. يُمثل الضمير الحي وضعف الانفتاح صفتين صانعتين للسياسة المحافظة.
يظهر الضمير الحي في نماذج أخرى للشخصية، مثل نموذج كلونينجر للحالة المزاجية والمخزون الشخصي، والتي ترتبط بالتوجيه الذاتي والمثابرة. يتضمن الضمير الحي أيضًا سمتي وعي الذات والكمالية والموجودتان في نموذج كاتيل للعناصر الستة عشر للشخصية. يرتبط الضمير الحي سلبًا مع سمة البحث الانفعالي عن الإثارة في نموذج زوكرمان للسمات الخمس البديلة عن الخمس الكبرى. تُقيّم السمات المرتبطة بيقظة الضمير عادةً من خلال اختبارات التقرير الذاتي لقياس مستوى النزاهة والتي تجريها مختلف الشركات لموظفيها المحتملين.

## الأصل
تصف المصطلحات المختلفة مثل «مثابر» و«مؤتمن» و «مواظب» جوانب مرغوبة في الشخصية. لم يُعتبر الضمير الحي كصفة نفسية سابقًا، بسبب اعتقادهم أنه مقياس أخلاقي لا علاقة له بعلم النفس. أُكدت دراسات الاتفاق العابر للمراقب الحقيقة التي تنص على وجود اختلافات في يقظة الضمير بين الأفراد. أُثبتت التقارير الذاتية التي يُصدرها الأشخاص حول مستويات يقظة الضمير لديهم من خلال تقييمات الأقران والمختصين. بالإضافة إلى ذلك، يُمكن للتقارير الذاتية وتقييمات المراقبين عن الضمير الحي التنبؤ بمحصلات الحياة الفعلية مثل النجاح الأكاديمي. اعتقد العلماء النفسيون، خلال معظم القرن العشرين، بانقسام سمات الشخصية إلى قسمين: الحالة المزاجية والمخزون الشخصي. اعتُقد أن سمات الحالة المزاجية قد بُنيت على أسس بيولوجية، في حين اكتُسبت سمات المخزون الشخصي خلال الطفولة أو من التجارب الحياتية على طول عمر الشخص. بعد بزوغ العناصر الخمسة للشخصية، أجرى علماء الوراثة السلوكيون دراسات منهجية للمجموعة الكاملة لسمات الشخصية، وتبين أن جميع العناصر الخمسة قابلة للوراثة بشكل كبير. أظهر التوائم المتطابقون سمات شخصية متماثلة جدًا حتى عند فصلهم بعد الولادة وتربية كل واحد منهم على حدة، وقد انطبقت هذه النتائج على كل من سمات المخزون الشخصي وسمات الحالة المزاجية بشكل متساوٍ. يؤثر الآباء والمجتمعات على الطرق التي يُعبر فيها الفرد عن ضميره الحي، لكنهم لا يؤثرون على مستوى هذا التعبير.

## القياس
يُقيّم مستوى يقظة الضمير لدى الشخص عادةً باستخدام مقاييس التقرير الذاتي، ويُمكن استخدام تقارير الأقران وطرفًا ثالثًا مراقبًا لإتمام هذا الأمر. تكون مقاييس التقرير الذاتي معجمية أو مبنية على العبارات. يُقرر تفضيل استخدام طريقة ما على الأخرى بعد تقييم خصائص القياس النفسي والعقبات الزمانية والمكانية للدراسة المنفذة.

### مقاييس مُعجمية
تستخدم المقاييس المعجمية صفات منفردة مثل «كفوء» و«مُنظم» لعكس سمات الضمير الحي، بالإضافة لكونها فعالة جدًا في توفير الوقت والمكان للأغراض البحثية. طور غولدبيرغ في عام 1992 مقياسًا مؤلفًا من 20 كلمة كجزءٍ من «مؤشرات سمات الشخصية الخمسة» المؤلف من 100 كلمة. طور سوسير في عام 1994، مقياسًا موجزًا مؤلفًا من 8 كلمات كجزءٍ من «المؤشرات المصغرة لسمات الشخصية الخمسة» المؤلف من 40 كلمة. نقح تومبسون هذه المقاييس منهجيًا ليخرج بمقياس «المؤشرات المصغرة الإنجليزي الدولي» والذي يحمل ثباتًا وصدقًا أكثر تفوقًا لدى السكان في أمريكا الشمالية وخارجها. يبلغ ثبات الاتساق الداخلي لمقياس المؤشرات المصغرة الإنجليزي الدولي في قياس يقظة الضمير لدى المتحدثين الأصليين للإنجليزية.90، وتصل لدى المتحدثين غير الأصليين للإنجليزية إلى 86.

### مقاييس معتمدة على العبارات
تضم المقاييس المعتمدة على العبارات كلمات أكثر من المقاييس المعجمية، لذا فإن الأدوات البحثية تشغل مكانًا أكبر وتستهلك وقتًا أكثر من المشاركين لإكمالها. يُسأل المشاركون، على سبيل المثال، عن مدى نسيانهم لإعادة الأشياء إلى مكانها الصحيح، أو عن مدى حذرهم من اقتراف الأخطاء. تمتلك بعض مقاييس يقظة الضمير المبنية على العبارات خصائص قياس نفسية ذات مقبولية مشابهة للمقاييس المعجمية لدى سكان أمريكا الشمالية، لكن تطورها الداخلي في هذا المجتمع أضعف من وملاءمتها لسكان مجتمعات أخرى، إذ قد يصعب على المتحدثين غير الأصليين للإنجليزية فهم بعضٍ من هذه العبارات، مما يشير إلى أن المقاييس المصدقة دوليًا ملائمة أكثر للبحوث المعمولة على السكان في أماكن أخرى غير أمريكا الشمالية.

## السلوك

### تطوره
يُعرف القليل عن الضمير الحي في الأطفال اليافعين حاليًا، إذ أن الاستبيانات المصممة لتقييمه لا تتناسب مع هذه الفئة العمرية. لكن من المرجح أن يكون هناك اختلافات فردية على هذا الصعيد في عمر مبكر. على سبيل المثال، من المعلوم أن بعض الأطفال لديهم اضطراب نقص الانتباه/فرط النشاط (قد لا يُشفى الطفل من اضطراب نقص الانتباه مع فرط النشاط مع تقدمه بالعمر، مع ذلك، لا تزال الكيفية التي يرتبط بها كل من اضطراب نقص الانتباه مع فرط النشاط واضطراب طيف التوحد مع تطور الضمير الحي وغيرها من سمات الشخصية أمرًا غير معروف حتى الآن)، والذي يتسم جزئيًا بمشاكل في التركيز والتنظيم والمثابرة، وهي سمات مرتبطة بالضمير الحي. تشير الدراسات الطولية والمستعرضة إلى ضعف الضمير الحي بين أوساط المراهقين، لكنه يزداد في الفترة العمرية بين 18 إلى 30 سنة. أظهرت البحوث أيضًا حصول ارتفاع في يقظة الضمير بين الأعمار 21 و60 سنة، لكن معدل الزيادة يكون بطيئًا.
تبقى الفوارق الفردية حتى مع تقدم العمر، مما يعني أن شخصًا حذرًا ومنظمًا وصارمًا في الثلاثين من عمره سيكبر ليصبح شخصًا حذرًا ومنظمًا وصارمًا وهو في التسعين من عمره.